# 福田多希子
福田 多希子（ふくだ たきこ、1984年7月25日 - ）は、日本の元舞台芸人、元タレントである。奈良県出身。よしもとクリエイティブ・エージェンシー大阪に所属していた。夫は同事務所所属の土肥ポン太。

## 人物
NSC女性タレントコース5期生。吉本発ガールズユニット（当時）つぼみの元メンバー。ユニット内の旧チーム体制ではチームfunnyに所属していた。
愛称は、タッキーだったが「有名なタッキーさんがいるのと、平仮名の方が可愛い」という理由で「たっきぃ」に変更した、なお2010年に芸名を一時期タッキーに変更したが本名に戻している、ただしネタにより変わることがあった。つぼみ在籍のキャッチコピーは「猟奇的なアスリート」であった。
奈良県立添上高等学校時代に陸上（走り幅跳び）で国体2位になった事がある。
天理大学時代に三段跳びで関西インカレ優勝、空手は初段で、西日本組み手1位になったことがある。
女性タレントコースの同期で元つぼみメンバーの乾唯里菜と「はあと」という漫才コンビを組んでいた が乾の卒業で解散した後、イベント限定で同期のたみ優子と「日本人形」というコンビを組んでいた
小さい頃から霊感が強い。
好きなものは、ホラー映画（ただしスプラッターは好きではない）、妖怪、水木しげる、稲川淳二、ヴィヴィアンウエストウッド、テトリス、マカロン、麺類ではうどんが好き。苦手なものは、揚げ物（ただしドーナツは除く）、鳥、蝶、海。料理が得意でお菓子作りも好き。
キジトラの子猫を飼っている、名前は「まねき」。
2012年、吉本新喜劇座員オーディション2012に合格。同年10月8日の「つぼみ博覧会!!vol.13」をもって、同オーディションに合格した北山麻依加（現まいか）とともにつぼみを卒業。吉本新喜劇入団後はしばらく近況報告とイベント等の告知に留まっていた。
つぼみ在籍時は妖怪ネタを経てストリートファイターIIに登場するキャラクター春麗のコスプレをしてネタをするのが主であった。
新喜劇加入後はピンでの出演時にて、他のゲームやアニメのキャラクターのコスプレをしてネタをしていた。
2016年9月より体調不良により長期休養していたが、2017年6月8日に約1年の交際を経て、土肥ポン太と結婚。結婚を機に新喜劇を退団し吉本退社。

## 出演

### インターネット動画
過去
- つぼみのニコニコランド（ニコニコ動画）水曜→金曜出演
- もっと! 桜 稲垣早希（ニコニコ動画）不定期出演
- ざわざわレボリューション（ニコニコ動画）不定期出演 吉本新喜劇の先輩、岡田直子との共演
- ざわさわエボリューション（ニコニコ動画）不定期出演

### テレビ
過去
- よしもと新喜劇（毎日放送）
- ロケみつ 〜フライデー〜（毎日放送）不定期出演

### ラジオ
過去
- ヨシモト＊chatterbox!（YES-fm）（2011年5月2、19日）ゲスト出演
- ラジオよしもと むっちゃ元気スーパー!（ラジオ大阪）月曜日アシスタント

### DVD
- つぼみの開花宣言!! 〜はじめてのDVDガンバリました!〜（2011年2月9日発売）

### 舞台
- よしもとルーキーズカップ（2010年5月16日、ヨシモト∞ホール大阪）
- よしもとルーキーズカップ ファイナルステージ（2010年6月12日、ヨシモト∞ホール大阪）
- キング・オブ・コント2010 1回戦（2010年6月13日、ヨシモト∞ホール大阪）
- キング・オブ・コント2010 2回戦（2010年8月8日、大阪国際交流センター）
- キング・オブ・コント2011 1回戦（2011年7月12日、ヨシモト∞ホール大阪）
- キング・オブ・コント2011 2回戦（2011年8月6日、ヨシモト∞ホール大阪）
- 京橋ドドーンとネタまつり!（日本人形）（2011年9月21日、京橋花月）